# Beautiful Trauma World Tour
A Beautiful Trauma World Tour foi a sétima turnê da cantora Pink, em suporte de seu sétimo álbum de estúdio, Beautiful Trauma (2017). Seu início ocorreu em 1º de março de 2018, em Phoenix, Arizona, Estados Unidos, e foi concluída em 5 de outubro de 2019, no Parque Olímpico da Barra no Rio de Janeiro, Brasil, como parte do festival Rock in Rio, totalizando 154 concertos, divididos entre arenas na América do Norte e Oceania e estádios na Europa.

## Antecedentes
Em 4 de outubro de 2017, Pink anunciou o lançamento de um documentário na Apple Music acerca de seu sétimo álbum de estúdio, Beautiful Trauma, lançado em 13 de outubro de 2017. No dia seguinte, anunciou a digressão em suporte do álbum pela América do Norte. Em 9 de setembro de 2017, divulgou as datas da leg da Oceania.

## Recepção crítica
Ed Masley, do jornal The Arizona Republic, escreveu que "todo o concerto é brilhante, com cores vibrantes, danças interceptivas e muito espetáculo acrobático." Jimmie Tramel, do Tulsa World, avaliou positivamente a turnê de Pink, dizendo que "a única palavra para definir o concerto de Pink no BOK center é uau." Kevin Coffey, do Omaha World-Herald, disse que Pink estabeleceu "padrões muito altos e que "suas contemporâneas deveriam comprar o tíquete, sentar no fundo e anotar algumas coisas; é como isso deveria ser feito."

## Repertório
1. "Get the Party Started"
2. "Beautiful Trauma"
3. "Just Like a Pill"
4. "Who Knew"
5. "Revenge"
6. "Funhouse" / "Just a Girl"
7. "Smells Like Teen Spirit"
8. "Secrets"
9. "Try"
10. "Just Give Me a Reason"
11. "I'm Not Dead"
12. "Just Like Fire"
13. "What About Us"
14. "For Now"
15. "Barbies"
16. "I Am Here"
17. "Fuckin' Perfect"
18. "Raise Your Glass"
19. "Blow Me (One Last Kiss)"

Bis
1. "So What"
2. "Glitter in the Air"

- Durante a apresentação em Toronto, em 20 de março de 2018, Pink contou com a participação do músico Dallas Green para performar "You and Me".[6]
- Durante a apresentação em Los Angeles, em 31 de maio de 2018, Pink contou com a participação da cantora Gwen Stefani para performar "Just a Girl".[7]
- "For Now" não foi apresentada em datas específicas.[8]
- Em 2019, "Walk Me Home" foi adicionada ao repertório da turnê, substituindo "I'm Not Dead".[9][10]
- A partir de 6 de abril de 2019, na apresentação de Vancouver, a canção "Hustle" foi apresentada no lugar de "Smells Like Teen Spirit".[11][12]
- Durante a apresentação em Nova Iorque, em 21 de maio de 2019, Pink contou com a participação de Chris Stapleton para performar "Love Me Anyway".[13]
- Durante a apresentação em Dublin, Pink performou "River", da cantora Bishop Briggs (com Wrabel) e "Can We Pretend", enquanto "Walk Me Home" era performada acusticamente. "Revenge", "Barbies" e "Glitter in the Air" não foram performadas.[14]

## Datas
| Data                        | Cidade                     | País                       | Local                                | Ato de abertura                    | Público                    | Receita                    |
| Etapa 1 – América do Norte  | Etapa 1 – América do Norte | Etapa 1 – América do Norte | Etapa 1 – América do Norte           | Etapa 1 – América do Norte         | Etapa 1 – América do Norte | Etapa 1 – América do Norte |
| --------------------------- | -------------------------- | -------------------------- | ------------------------------------ | ---------------------------------- | -------------------------- | -------------------------- |
| 1º de março de 2018         | Phoenix                    | Estados Unidos             | Talking Stick Resort Arena           | Kidcutup                           | 14,181 / 14,549            | US$ 1,906,176              |
| 3 de março de 2018          | Wichita                    | Estados Unidos             | Intrust Bank Arena                   | Kidcutup                           | 11,894 / 12,047            | US$ 1,647,788              |
| 5 de março de 2018          | Tulsa                      | Estados Unidos             | BOK Center                           | Kidcutup                           | 14,146 / 14,146            | US$ 1,734,989              |
| 6 de março de 2018          | Lincoln                    | Estados Unidos             | Pinnacle Bank Arena                  | Kidcutup                           | 13,647 / 13,973            | US$ 1,755,144              |
| 9 de março de 2018          | Chicago                    | Estados Unidos             | United Center                        | Kidcutup                           | 31,476 / 40,664            | US$ 4,254,230              |
| 10 de março de 2018         | Chicago                    | Estados Unidos             | United Center                        | Kidcutup                           | 31,476 / 40,664            | US$ 4,254,230              |
| 12 de março de 2018         | Saint Paul                 | Estados Unidos             | Xcel Energy Center                   | Kidcutup                           | 15,710 / 15,710            | US$ 2,217,347              |
| 14 de março de 2018         | St. Louis                  | Estados Unidos             | Scottrade Center                     | Kidcutup                           | 15,026 / 15,403            | US$ 1,852,210              |
| 15 de março de 2018         | Kansas City                | Estados Unidos             | Sprint Center                        | Kidcutup                           | 14,068 / 14,298            | US$ 1,868,282              |
| 17 de março de 2018         | Indianápolis               | Estados Unidos             | Bankers Life Fieldhouse              | Kidcutup                           | 14,544 / 14,719            | US$ 1,749,814              |
| 18 de março de 2018         | Grand Rapids               | Estados Unidos             | Van Andel Arena                      | Kidcutup                           | 11,764 / 11,764            | US$ 1,623,071              |
| 20 de março de 2018         | Toronto                    | Canadá                     | Air Canada Centre                    | KidCutUp Bleachers                 | 34,315 / 34,315            | US$ 4,497,956              |
| 21 de março de 2018         | Toronto                    | Canadá                     | Air Canada Centre                    | KidCutUp Bleachers                 | 34,315 / 34,315            | US$ 4,497,956              |
| 27 de março de 2018         | Louisville                 | Estados Unidos             | KFC Yum! Center                      | KidCutUp Bleachers                 | 17,445 / 17,762            | US$ 2,204,356              |
| 28 de março de 2018         | Cleveland                  | Estados Unidos             | Quicken Loans Arena                  | KidCutUp Bleachers                 | 15,562 / 15,938            | US$ 1,912,595              |
| 4 de abril de 2018          | Nova Iorque                | Estados Unidos             | Madison Square Garden                | KidCutUp Bleachers                 | 30,286 / 30,286            | US$ 5,320,560              |
| 5 de abril de 2018          | Nova Iorque                | Estados Unidos             | Madison Square Garden                | KidCutUp Bleachers                 | 30,286 / 30,286            | US$ 5,320,560              |
| 7 de abril de 2018          | Pittsburgh                 | Estados Unidos             | PPG Paints Arena                     | KidCutUp Bleachers                 | 16,708 / 16,708            | US$ 2,210,603              |
| 9 de abril de 2018          | Boston                     | Estados Unidos             | TD Garden                            | KidCutUp Bleachers                 | 32,403 / 32,403            | US$ 4,468,640              |
| 10 de abril de 2018         | Boston                     | Estados Unidos             | TD Garden                            | KidCutUp Bleachers                 | 32,403 / 32,403            | US$ 4,468,640              |
| 13 de abril de 2018         | Filadélfia                 | Estados Unidos             | Wells Fargo Center                   | Kidcutup                           | 18,191 / 18,191            | US$ 2,839,340              |
| 14 de abril de 2018         | Newark                     | Estados Unidos             | Prudential Center                    | Kidcutup                           | 15,687 / 15,687            | US$ 2,684,824              |
| 16 de abril de 2018         | Washington, D.C.           | Estados Unidos             | Capital One Arena                    | Bleachers                          | 32,583 / 32,583            | US$ 4,498,018              |
| 17 de abril de 2018         | Washington, D.C.           | Estados Unidos             | Capital One Arena                    | Bleachers                          | 32,583 / 32,583            | US$ 4,498,018              |
| 19 de abril de 2018         | Charlottesville            | Estados Unidos             | John Paul Jones Arena                | KidCutUp                           | 13,014 / 13,014            | US$ 1,645,760              |
| 21 de abril de 2018         | Atlanta                    | Estados Unidos             | Philips Arena                        | KidCutUp                           | 12,441 / 12,441            | US$ 1,661,156              |
| 24 de abril de 2018         | Orlando                    | Estados Unidos             | Amway Center                         | KidCutUp                           | 15,109 / 15,109            | US$ 2,171,487              |
| 25 de abril de 2018         | Sunrise                    | Estados Unidos             | BB&T Center                          | KidCutUp                           | 15,999 / 15,999            | US$ 2,184,919              |
| 28 de abril de 2018         | Houston                    | Estados Unidos             | Toyota Center                        | KidCutUp                           | 25,615 / 25,615            | US$ 3,391,204              |
| 29 de abril de 2018         | Houston                    | Estados Unidos             | Toyota Center                        | KidCutUp                           | 25,615 / 25,615            | US$ 3,391,204              |
| 1º de maio de 2018          | Dallas                     | Estados Unidos             | American Airlines Center             | —                                  | 29,206 / 29,206            | US$ 3,642,876              |
| 2 de maio de 2018           | Dallas                     | Estados Unidos             | American Airlines Center             | —                                  | 29,206 / 29,206            | US$ 3,642,876              |
| 8 de maio de 2018           | Denver                     | Estados Unidos             | Pepsi Center                         | KidCutUp                           | 17,446 / 17,446            | US$ 2,160,741              |
| 9 de maio de 2018           | Salt Lake City             | Estados Unidos             | Vivint Smart Home Arena              | KidCutUp                           | 14,254 / 14,254            | US$ 1,947,385              |
| 12 de maio de 2018          | Vancouver                  | Canadá                     | Rogers Arena                         | KidCutUp                           | 16,989 / 16,989            | US$ 2,349,769              |
| 13 de maio de 2018          | Seattle                    | Estados Unidos             | KeyArena                             | KidCutUp                           | 14,027 / 14,027            | US$ 2,229,945              |
| 15 de maio de 2018          | Portland                   | Estados Unidos             | Moda Center                          | KidCutUp                           | 15,757 / 15,757            | US$ 2,114,035              |
| 18 de maio de 2018          | Oakland                    | Estados Unidos             | Oracle Arena                         | KidCutUp                           | 32,596 / 32,596            | US$ 4,715,555              |
| 19 de maio de 2018          | Oakland                    | Estados Unidos             | Oracle Arena                         | KidCutUp                           | 32,596 / 32,596            | US$ 4,715,555              |
| 22 de maio de 2018          | Fresno                     | Estados Unidos             | Save Mart Center                     | KidCutUp                           | 12,721 / 12,721            | US$ 1,717,899              |
| 23 de maio de 2018          | Ontario                    | Estados Unidos             | Citizens Business Bank Arena         | KidCutUp                           | 9,597 / 9,597              | US$ 1,457,009              |
| 25 de maio de 2018          | Anaheim                    | Estados Unidos             | Honda Center                         | KidCutUp                           | 16,125 / 16,125            | US$ 2,014,710              |
| 26 de maio de 2018          | Las Vegas                  | Estados Unidos             | T-Mobile Arena                       | KidCutUp                           | 17,019 / 17,019            | US$ 2,656,351              |
| 28 de maio de 2018          | San Diego                  | Estados Unidos             | Valley View Casino Center            | KidCutUp                           | 11,872 / 11,872            | US$ 1,664,733              |
| 31 de maio de 2018          | Los Angeles                | Estados Unidos             | Staples Center                       | KidCutUp                           | 17,047 / 17,047            | US$ 2,358,686              |
| 1º de junho de 2018         | Inglewood                  | Estados Unidos             | The Forum                            | KidCutUp                           | 14,777 / 14,777            | US$ 2,307,175              |
| Etapa 2 – Oceania           |                            |                            |                                      |                                    |                            |                            |
| 3 de julho de 2018          | Perth                      | Austrália                  | Perth Arena                          | The Rubens KidCutUp                | 59,553 / 59,553            | $7,581,640                 |
| 4 de julho de 2018          | Perth                      | Austrália                  | Perth Arena                          | The Rubens KidCutUp                | 59,553 / 59,553            | $7,581,640                 |
| 6 de julho de 2018          | Perth                      | Austrália                  | Perth Arena                          | The Rubens KidCutUp                | 59,553 / 59,553            | $7,581,640                 |
| 7 de julho de 2018          | Perth                      | Austrália                  | Perth Arena                          | The Rubens KidCutUp                | 59,553 / 59,553            | $7,581,640                 |
| 10 de julho de 2018         | Adelaide                   | Austrália                  | Adelaide Entertainment Centre        | The Rubens KidCutUp                | 38,105 / 38,648            | $5,156,359                 |
| 11 de julho de 2018         | Adelaide                   | Austrália                  | Adelaide Entertainment Centre        | The Rubens KidCutUp                | 38,105 / 38,648            | $5,156,359                 |
| 13 de julho de 2018         | Adelaide                   | Austrália                  | Adelaide Entertainment Centre        | The Rubens KidCutUp                | 38,105 / 38,648            | $5,156,359                 |
| 14 de julho de 2018         | Adelaide                   | Austrália                  | Adelaide Entertainment Centre        | The Rubens KidCutUp                | 38,105 / 38,648            | $5,156,359                 |
| 16 de julho de 2018         | Melbourne                  | Austrália                  | Rod Laver Arena                      | The Rubens KidCutUp                | 157,811 / 160,072          | $20,213,756                |
| 17 de julho de 2018         | Melbourne                  | Austrália                  | Rod Laver Arena                      | The Rubens KidCutUp                | 157,811 / 160,072          | $20,213,756                |
| 19 de julho de 2018         | Melbourne                  | Austrália                  | Rod Laver Arena                      | The Rubens KidCutUp                | 157,811 / 160,072          | $20,213,756                |
| 20 de julho de 2018         | Melbourne                  | Austrália                  | Rod Laver Arena                      | The Rubens KidCutUp                | 157,811 / 160,072          | $20,213,756                |
| 22 de julho de 2018         | Melbourne                  | Austrália                  | Rod Laver Arena                      | The Rubens KidCutUp                | 157,811 / 160,072          | $20,213,756                |
| 23 de julho de 2018         | Melbourne                  | Austrália                  | Rod Laver Arena                      | The Rubens KidCutUp                | 157,811 / 160,072          | $20,213,756                |
| 25 de julho de 2018         | Melbourne                  | Austrália                  | Rod Laver Arena                      | The Rubens KidCutUp                | 157,811 / 160,072          | $20,213,756                |
| 27 de julho de 2018         | Melbourne                  | Austrália                  | Rod Laver Arena                      | The Rubens KidCutUp                | 157,811 / 160,072          | $20,213,756                |
| 28 de julho de 2018         | Melbourne                  | Austrália                  | Rod Laver Arena                      | The Rubens KidCutUp                | 157,811 / 160,072          | $20,213,756                |
| 4 de agosto de 2018         | Sydney                     | Austrália                  | Qudos Bank Arena                     | The Rubens KidCutUp                | 143,579 / 148,248          | $18,566,707                |
| 11 de agosto de 2018        | Sydney                     | Austrália                  | Qudos Bank Arena                     | The Rubens KidCutUp                | 143,579 / 148,248          | $18,566,707                |
| 12 de agosto de 2018        | Sydney                     | Austrália                  | Qudos Bank Arena                     | The Rubens KidCutUp                | 143,579 / 148,248          | $18,566,707                |
| 14 de agosto de 2018        | Brisbane                   | Austrália                  | Brisbane Entertainment Centre        | The Rubens KidCutUp                | 90,292 / 92,078            | $11,331,336                |
| 15 de agosto de 2018        | Brisbane                   | Austrália                  | Brisbane Entertainment Centre        | The Rubens KidCutUp                | 90,292 / 92,078            | $11,331,336                |
| 17 de agosto de 2018        | Brisbane                   | Austrália                  | Brisbane Entertainment Centre        | The Rubens KidCutUp                | 90,292 / 92,078            | $11,331,336                |
| 18 de agosto de 2018        | Brisbane                   | Austrália                  | Brisbane Entertainment Centre        | The Rubens KidCutUp                | 90,292 / 92,078            | $11,331,336                |
| 20 de agosto de 2018        | Brisbane                   | Austrália                  | Brisbane Entertainment Centre        | The Rubens KidCutUp                | 90,292 / 92,078            | $11,331,336                |
| 21 de agosto de 2018        | Brisbane                   | Austrália                  | Brisbane Entertainment Centre        | The Rubens KidCutUp                | 90,292 / 92,078            | $11,331,336                |
| 22 de agosto de 2018        | Brisbane                   | Austrália                  | Brisbane Entertainment Centre        | The Rubens KidCutUp                | 90,292 / 92,078            | $11,331,336                |
| 24 de agosto de 2018        | Sydney                     | Austrália                  | Qudos Bank Arena                     | The Rubens KidCutUp                | [ b ]                      | [ b ]                      |
| 25 de agosto de 2018        | Sydney                     | Austrália                  | Qudos Bank Arena                     | The Rubens KidCutUp                | [ b ]                      | [ b ]                      |
| 26 de agosto de 2018        | Sydney                     | Austrália                  | Qudos Bank Arena                     | The Rubens KidCutUp                | [ b ]                      | [ b ]                      |
| 28 de agosto de 2018        | Melbourne                  | Austrália                  | Rod Laver Arena                      | The Rubens KidCutUp                | [ a ]                      | [ a ]                      |
| 29 de agosto de 2018        | Melbourne                  | Austrália                  | Rod Laver Arena                      | The Rubens KidCutUp                | [ a ]                      | [ a ]                      |
| 1 de de setembro de 2018    | Dunedin                    | Nova Zelândia              | Forsyth Barr Stadium                 | The Rubens KidCutUp                | 37,084 / 37,470            | $6,313,414                 |
| 4 de setembro de 2018       | Auckland                   | Nova Zelândia              | Spark Arena                          | The Rubens KidCutUp                | 71,273 / 73,087            | $11,934,273                |
| 5 de setembro de 2018       | Auckland                   | Nova Zelândia              | Spark Arena                          | The Rubens KidCutUp                | 71,273 / 73,087            | $11,934,273                |
| 7 de setembro de 2018       | Auckland                   | Nova Zelândia              | Spark Arena                          | The Rubens KidCutUp                | 71,273 / 73,087            | $11,934,273                |
| 8 de setembro de 2018       | Auckland                   | Nova Zelândia              | Spark Arena                          | The Rubens KidCutUp                | 71,273 / 73,087            | $11,934,273                |
| 10 de setembro de 2018      | Auckland                   | Nova Zelândia              | Spark Arena                          | The Rubens KidCutUp                | 71,273 / 73,087            | $11,934,273                |
| 11 de setembro de 2018      | Auckland                   | Nova Zelândia              | Spark Arena                          | The Rubens KidCutUp                | 71,273 / 73,087            | $11,934,273                |
| 17 de setembro de 2018      | Sydney                     | Austrália                  | Qudos Bank Arena                     | The Rubens KidCutUp                | [ b ]                      | [ b ]                      |
| 18 de setembro de 2018      | Sydney                     | Austrália                  | Qudos Bank Arena                     | The Rubens KidCutUp                | [ b ]                      | [ b ]                      |
| 19 de setembro de 2018      | Sydney                     | Austrália                  | Qudos Bank Arena                     | The Rubens KidCutUp                | [ b ]                      | [ b ]                      |
| Etapa 3 – América do Norte  |                            |                            |                                      |                                    |                            |                            |
| 1º de março de 2019         | Sunrise                    | Estados Unidos             | BB&T Center                          | Julia Michaels KidCutUp            | 14,883 / 14,883            | $2,463,165                 |
| 3 de março de 2019          | Tampa                      | Estados Unidos             | Amalie Arena                         | Julia Michaels KidCutUp            | 15,068 / 15,068            | $2,373,771                 |
| 5 de março de 2019          | Jacksonville               | Estados Unidos             | Jacksonville Veterans Memorial Arena | Julia Michaels KidCutUp            | 11,700 / 11,700            | $1,915,530                 |
| 7 de março de 2019          | Colúmbia                   | Estados Unidos             | Colonial Life Arena                  | Julia Michaels KidCutUp            | 13,481 / 13,481            | $1,722,813                 |
| 9 de março de 2019          | Charlotte                  | Estados Unidos             | Spectrum Center                      | Julia Michaels KidCutUp            | 15,596 / 15,596            | $2,578,534                 |
| 10 de março de 2019         | Nashville                  | Estados Unidos             | Bridgestone Arena                    | Julia Michaels KidCutUp            | 14,336 / 14,336            | $2,326,690                 |
| 12 de março de 2019         | Atlanta                    | Estados Unidos             | State Farm Arena                     | Julia Michaels KidCutUp            | 11,472 / 11,472            | $1,586,831                 |
| 14 de março de 2019         | Birmingham                 | Estados Unidos             | Legacy Arena                         | Julia Michaels KidCutUp            | 13,959 / 13,959            | $1,487,637                 |
| 16 de março de 2019         | Bossier City               | Estados Unidos             | CenturyLink Center                   | Julia Michaels KidCutUp            | —                          | —                          |
| 17 de março de 2019         | New Orleans                | Estados Unidos             | Smoothie King Center                 | Julia Michaels KidCutUp            | 14,500 / 14,500            | $2,215,600                 |
| 19 de março de 2019         | Houston                    | Estados Unidos             | Toyota Center                        | Julia Michaels KidCutUp            | —                          | —                          |
| 21 de março de 2019         | San Antonio                | Estados Unidos             | AT&T Center                          | Julia Michaels KidCutUp            | 15,651 / 15,651            | $2,115,377                 |
| 23 de março de 2019         | Oklahoma City              | Estados Unidos             | Chesapeake Energy Arena              | Julia Michaels KidCutUp            | 13,820 / 13,820            | $2,049,271                 |
| 24 de março de 2019         | Dallas                     | Estados Unidos             | American Airlines Center             | Julia Michaels KidCutUp            | 14,658 / 14,658            | $2,067,277                 |
| 30 de março de 2019         | Glendale                   | Estados Unidos             | Gila River Arena                     | Julia Michaels KidCutUp            | 13,737 / 13,737            | $2,363,364                 |
| 1º de abril de 2019         | Denver                     | Estados Unidos             | Pepsi Center                         | Julia Michaels KidCutUp            | 14,548 / 14,548            | $2,117,678                 |
| 3 de abril de 2019          | Salt Lake City             | Estados Unidos             | Vivint Smart Home Arena              | Julia Michaels KidCutUp            | 13,586 / 13,586            | $1,889,389                 |
| 5 de abril de 2019          | Vancouver                  | Canadá                     | Rogers Arena                         | Julia Michaels KidCutUp            | 30,763 / 30,763            | $3,631,003                 |
| 6 de abril de 2019          | Vancouver                  | Canadá                     | Rogers Arena                         | Julia Michaels KidCutUp            | 30,763 / 30,763            | $3,631,003                 |
| 8 de abril de 2019          | Portland                   | Estados Unidos             | Moda Center                          | Julia Michaels KidCutUp            | 14,942 / 14,942            | $2,159,245                 |
| 10 de abril de 2019         | Sacramento                 | Estados Unidos             | Golden 1 Center                      | Julia Michaels KidCutUp            | 14,881 / 14,881            | $2,628,946                 |
| 12 de abril de 2019         | Las Vegas                  | Estados Unidos             | T-Mobile Arena                       | Julia Michaels KidCutUp            | 16,130 / 16,130            | $2,340,138                 |
| 13 de abril de 2019         | Anaheim                    | Estados Unidos             | Honda Center                         | Julia Michaels KidCutUp            | 12,832 / 12,832            | $1,925,556                 |
| 15 de abril de 2019         | Los Angeles                | Estados Unidos             | Staples Center                       | Julia Michaels KidCutUp            | 13,699 / 13,699            | $1,336,647                 |
| 17 de abril de 2019         | San José                   | Estados Unidos             | SAP Center                           | Julia Michaels KidCutUp            | 14,055 / 14,055            | $2,125,545                 |
| 19 de abril de 2019         | Inglewood                  | Estados Unidos             | The Forum                            | Julia Michaels KidCutUp            | 14,354 / 14,354            | $2,074,363                 |
| 26 de abril de 2019         | Detroit                    | Estados Unidos             | Little Caesars Arena                 | Julia Michaels KidCutUp            | 30,499 / 30,499            | $4,594,641                 |
| 27 de abril de 2019         | Detroit                    | Estados Unidos             | Little Caesars Arena                 | Julia Michaels KidCutUp            | 30,499 / 30,499            | $4,594,641                 |
| 30 de abril de 2019         | Indianápolis               | Estados Unidos             | Bankers Life Fieldhouse              | Julia Michaels KidCutUp            | 14,444 / 14,444            | $2,011,671                 |
| 2 de maio de 2019           | Milwaukee                  | Estados Unidos             | Fiserv Forum                         | Julia Michaels KidCutUp            | 13,331 / 13,331            | $2,336,580                 |
| 4 de maio de 2019           | Fargo                      | Estados Unidos             | Fargodome                            | Julia Michaels KidCutUp            | 22,164 / 22,164            | $2,927,135                 |
| 5 de maio de 2019           | Saint Paul                 | Estados Unidos             | Xcel Energy Center                   | Julia Michaels KidCutUp            | 15,820 / 15,820            | $2,735,448                 |
| 7 de maio de 2019           | Omaha                      | Estados Unidos             | CHI Health Center Omaha              | Julia Michaels KidCutUp            | 15,050 / 15,050            | $2,187,858                 |
| 9 de maio de 2019           | Lexington                  | Estados Unidos             | Rupp Arena                           | Julia Michaels KidCutUp            | 17,256 / 17,256            | $1,771,383                 |
| 11 de maio de 2019          | Columbus                   | Estados Unidos             | Schottenstein Center                 | Julia Michaels KidCutUp            | 14,907 / 14,907            | $2,281,760                 |
| 17 de maio de 2019          | Montreal                   | Canadá                     | Bell Centre                          | Julia Michaels KidCutUp            | 32,780 / 33,222            | $4,355,760                 |
| 18 de maio de 2019          | Montreal                   | Canadá                     | Bell Centre                          | Julia Michaels KidCutUp            | 32,780 / 33,222            | $4,355,760                 |
| 21 de maio de 2019          | Nova Iorque                | Estados Unidos             | Madison Square Garden                | Julia Michaels KidCutUp            | 29,997 / 29,997            | $5,527,014                 |
| 22 de maio de 2019          | Nova Iorque                | Estados Unidos             | Madison Square Garden                | Julia Michaels KidCutUp            | 29,997 / 29,997            | $5,527,014                 |
| Etapa 4 – Europa            |                            |                            |                                      |                                    |                            |                            |
| 16 de junho de 2019         | Amsterdam                  | Países Baixos              | Johan Cruyff Arena                   | Vance Joy Bang Bang Romeo KidCutUp | —                          | —                          |
| 18 de junho de 2019         | Dublin                     | Irlanda                    | RDS Arena                            | Vance Joy Bang Bang Romeo KidCutUp | —                          | —                          |
| 20 de junho de 2019         | Cardiff                    | País de Gales              | Principality Stadium                 | Vance Joy Bang Bang Romeo KidCutUp | —                          | —                          |
| 22 de junho de 2019         | Glasgow                    | Escócia                    | Hampden Park                         | Vance Joy Bang Bang Romeo KidCutUp | —                          | —                          |
| 23 de junho de 2019         | Glasgow                    | Escócia                    | Hampden Park                         | Vance Joy Bang Bang Romeo KidCutUp | —                          | —                          |
| 25 de junho de 2019         | Liverpool                  | Inglaterra                 | Anfield                              | Vance Joy Bang Bang Romeo KidCutUp | —                          | —                          |
| 27 de junho de 2019         | Werchter                   | Bélgica                    | Werchter Festival Park               | —                                  | —                          | —                          |
| 29 de junho de 2019         | London                     | Inglaterra                 | Wembley Stadium                      | Vance Joy Bang Bang Romeo KidCutUp | —                          | —                          |
| 30 de junho de 2019         | London                     | Inglaterra                 | Wembley Stadium                      | Vance Joy Bang Bang Romeo KidCutUp | —                          | —                          |
| 3 de julho de 2019          | Nanterre                   | França                     | Paris La Défense Arena               | Vance Joy Bang Bang Romeo KidCutUp | —                          | —                          |
| 5 de julho de 2019          | Cologne                    | Alemanha                   | RheinEnergieStadion                  | Vance Joy Bang Bang Romeo KidCutUp | —                          | —                          |
| 6 de julho de 2019          | Cologne                    | Alemanha                   | RheinEnergieStadion                  | Vance Joy Bang Bang Romeo KidCutUp | —                          | —                          |
| 8 de julho de 2019          | Hamburg                    | Alemanha                   | Volksparkstadion                     | Vance Joy Bang Bang Romeo KidCutUp | —                          | —                          |
| 10 de julho de 2019         | Stuttgart                  | Alemanha                   | Mercedes-Benz Arena                  | Vance Joy Bang Bang Romeo KidCutUp | —                          | —                          |
| 12 de julho de 2019         | Hanover                    | Alemanha                   | HDI-Arena                            | Vance Joy Bang Bang Romeo KidCutUp | —                          | —                          |
| 14 de julho de 2019         | Berlin                     | Alemanha                   | Olympiastadion                       | Vance Joy Bang Bang Romeo KidCutUp | —                          | —                          |
| 20 de julho de 2019         | Warsaw                     | Polónia                    | PGE Narodowy                         | Vance Joy Bang Bang Romeo KidCutUp | —                          | —                          |
| 22 de julho de 2019         | Frankfurt                  | Alemanha                   | Commerzbank-Arena                    | Vance Joy Bang Bang Romeo KidCutUp | —                          | —                          |
| 24 de julho de 2019         | Viena                      | Áustria                    | Ernst-Happel-Stadion                 | Vance Joy Bang Bang Romeo KidCutUp | —                          | —                          |
| 26 de julho de 2019         | Munich                     | Alemanha                   | Olympiastadion                       | Vance Joy Bang Bang Romeo KidCutUp | —                          | —                          |
| 27 de julho de 2019         | Munich                     | Alemanha                   | Olympiastadion                       | Vance Joy Bang Bang Romeo KidCutUp | —                          | —                          |
| 30 de julho de 2019         | Zürich                     | Suíça                      | Letzigrund                           | Vance Joy Bang Bang Romeo KidCutUp | —                          | —                          |
| 3 de agosto de 2019         | Stockholm                  | Suécia                     | Tele2 Arena                          | Vance Joy Bang Bang Romeo KidCutUp | —                          | —                          |
| 5 de agosto de 2019         | Oslo                       | Noruega                    | Telenor Arena                        | Vance Joy Bang Bang Romeo KidCutUp | —                          | —                          |
| 7 de agosto de 2019         | Horsens                    | Dinamarca                  | CASA Arena                           | Vance Joy Bang Bang Romeo KidCutUp | —                          | —                          |
| 9 de agosto de 2019         | Gelsenkirchen              | Alemanha                   | Veltins-Arena                        | Vance Joy KidCutUp                 | —                          | —                          |
| 11 de agosto de 2019        | The Hague                  | Países Baixos              | Malieveld                            | Vance Joy Davina Michelle KidCutUp | —                          | —                          |
| Etapa 5 – América do Norte  |                            |                            |                                      |                                    |                            |                            |
| 16 de agosto de 2019        | Uniondale                  | Estados Unidos             | Nassau Veterans Memorial Coliseum    | Wrabel KidCutUp                    | —                          | —                          |
| 18 de agosto de 2019        | Toronto                    | Canadá                     | Scotiabank Arena                     | Wrabel KidCutUp                    | —                          | —                          |
| 19 de agosto de 2019        | Toronto                    | Canadá                     | Scotiabank Arena                     | Wrabel KidCutUp                    | —                          | —                          |
| Etapa 6 – América do Sul    |                            |                            |                                      |                                    |                            |                            |
| 5 de outubro de 2019        | Rio de Janeiro             | Brasil                     | Parque Olímpico do Rio de Janeiro    | —                                  | —                          | —                          |
| Especial – América do Norte |                            |                            |                                      |                                    |                            |                            |
| 2 de novembro de 2019       | Austin                     | Estados Unidos             | Circuito das Américas                | —                                  | —                          | —                          |
| Total                       | Total                      | Total                      | Total                                | Total                              | —                          | —                          |

### Apresentações canceladas
| Data                | Cidade | País           | Local            | Motivo              |
| ------------------- | ------ | -------------- | ---------------- | ------------------- |
| 15 de abril de 2019 | Fresno | Estados Unidos | Save Mart Center | Mudanças de agenda. |